# 馬庫斯·勒特雷爾
马库斯·勒特雷尔（英語：Marcus Luttrell，1975年11月7日—），前美國海軍海豹部隊隊員，因為參與2005年「紅翼行動」對抗塔利班而獲發海軍十字勳章和紫心勋章。勒特雷尔在美國海軍服役了8年，以上士軍階退伍。

## 早年
勒特雷尔在1975年11月7日於德克萨斯州休斯敦出生，14歲時就與前美國陸軍鄰居比利·谢尔顿（Billy Shelton）一起接受海豹部隊訓練。他的孿生兄弟摩根等渴望加入海軍的人每天一起接受訓練。高中畢業後，勒特雷尔就讀山姆休斯頓州立大學。

## 軍旅生涯
勒特雷尔在1999年3月加入美國海軍，在訓練營和醫務學校畢業後，他前往海豹部隊基础水下爆破訓練226班接受訓練，但由於他的股骨骨折而阻礙了訓練進程，最終在2000年4月21日在228班畢業。之後他接受陆军空降学校和海豹部隊資格訓練，之後被派到北卡罗来纳州布拉格堡接受為期六個月的特别行动作战醫務課程，學習醫務知識。2005年他與海豹部隊第10小隊部署在阿富汗。

### 紅翼行動
2005年6月27日，兩架美国陆军第160特种作战航空团MH-47直升機進入Sawtalo Sar山區，其中一架直升機是用作誘敵，而另一架直升機上的四名海豹部隊成員以快速滑绳方式到達地面。這支小隊的任務是偵查和監視塔利班領袖艾哈迈德·沙阿（Ahmad Shah），小隊成員包括隊長迈克尔·P·默菲（Michael P. Murphy）上尉、丹尼·迪茨（Danny Dietz）中士、马修·阿克塞尔森（Matthew Axelson）中士和他马库斯·勒特雷尔上士。當小隊抵達能夠監視目標地區的山頭時，小隊被當地牧羊人發現。判定他們是平民而非戰鬥人員後，小隊陷入兩難局面，釋放他們可能讓他們通風報信，遭到塔利班攻擊而行動失敗，處決他們卻又會面對軍事法庭的審判。默菲叫勒特雷尔做出決定，勒特雷尔選擇釋放他們，而小隊撤退至較差的監視點。
在不到兩小時後，小隊發現自己已被塔利班包圍，塔利班的裝備包括PK通用機槍、AK-47突击步枪、RPG-7和82毫米迫擊砲。小隊嘗試以無線電和衛星電話與作戰總部聯繫，但未能成功取得持續的通話告知自己的遭遇。在交戰中，默菲上尉以衛星電話向總部告知自己的位置和遭遇，通話期間中彈受重傷，之後他回到小隊成員附近奮戰至死。默菲的求救取得成效，兩架CH-47直升機到達並嘗試拯救他們，但沒有戰鬥直升機掩護下，其中一架遭到火箭推進榴彈擊落，機上十六人全數罹難，另一架因敵軍火力太強而被迫撤退。四名小隊成員只有勒特雷尔存活，另外三人已經犧牲。身受重傷的勒特雷尔在一處水塘喝水時，被當地的村民Mohammad Gulab所救，帶回村落並治療他。勒特雷尔以親筆信交給當地村民，把信帶到附近的美軍基地。之後勒特雷尔被美軍所救，翌年回到美國。

## 個人生活
勒特雷尔在2010年11月27日結婚，2011年長子出生，以马修·阿克塞尔森取名以為紀念；2012年女兒出生。
他亦飼養了一隻拉布拉多犬，命名為DASY，以紀念紅翼行動中四名小隊成員（Danny Dietz、Matthew "Axe" Axelson、Southern boy及Michael "Yankee" Murphy）。DASY在2009年4月1日被四名男子以.357麥格農所殺。
勒特雷尔把親身經歷寫成《孤獨餘生：紅翼行動目擊者主述與海豹部隊第10小隊的陣亡英雄們》（Lone Survivor: The Eyewitness Account of Operation Redwing and the Lost Heroes of SEAL Team 10）一書，在2007年出版。他與詹姆斯·D·霍恩费希尔（James D. Hornfischer）合著的《服役：海豹作戰》（Service: A Navy SEAL at War）在2012年5月出版。
勒特雷尔及紅翼行動的經歷被改編為電影，在2013年上映，由馬克·華伯格主演。

## 外部連結
- NRA Video （页面存档备份，存于）
- Interview – Martin, Mark. . CBN News. （原始内容存档于2007-09-13）. （页面存档备份，存于）
- Webcast Interview at the Pritzker Military Library on May 19, 2008